# 沖野教郎
沖野 教郎（おきの のりお、1933年〈昭和8年〉 - 2023年〈令和5年〉12月9日）は、日本の工学者（生産システムの情報化/知能化）。京都大学・北海道大学・滋賀県立大学名誉教授。
工学博士（京都大学）。徳島県出身。

## 業績・紹介
専門は、京都大学大学院当時、ころがり摩擦の研究であり、とりわけ高速でのころがり摩擦の研究により学位を得た。助手時代の病気療養中、設計工学分野での3次元空間において連立不等式で与えられる集合による形状記述法の着想を得、助教授昇格後、全く斬新な研究の場を求め、北海道大学精密工学科へ赴任。｢3次元CAD/CAMシステム TIPS-1の開発｣を嘉数侑昇、久保洋などの協力を得て構想を具体化し、システムを設計、FORTRANで記述した。
1973年4月ブダペストでのPROLAMAT'73での"TIPS-1,Technical Information Processing System for Computer Aided Design,Drawing and Manufacturing"論文発表により、一躍世界の注目を集めた。同システムは、プリミティブ形状の集合演算により形状モデリングをする方法を提示していた。また、｢形状モデリングとシミュレーション｣という概念を具体化した例示として、形状モデルの作図、重量・重心・慣性モーメントの求解、モデルにFEMを適用しての諸特性解析、最後にCAMとしてNCデータを得る、という各段階の出力例を具体的に示していた。偶然同じ会議で発表されたCambridge大学BUILDと共に世界初の3次元ソリッドモデル創成システムであった。
1973年 TIPS研究会発足（産学連携のCAD関連議題を提供する会。約50社から最終的には80社まで参加企業・団体あり。'89年まで存続）。
1976年 設計諸元を変数とする設計式をプリミティブとし、その集合でモデルを構成するTIPS-2（構造モデリングシステム）をPROLAMAT'76で発表。
1980年 Cornell大学に客員教授として留学したのを機に、同大学のK.K.Wang教授との密接な協同関係を保つ。K.K.Wang教授はプラスティック流動解析ソフトC-MOLDの形状データベースにTIPS-1を適用。TIPS-1は、米国CAM-I（CAM-international）からの研究費を得、Cornell大学内施設でも古川正志、橋本直樹、久保洋、関谷秀一、渡部広一、城間祥之、等によりブラッシュ・アップされた。英語版マニュアルの付属も相まって、分かる範囲でも海外の、28大学、3研究機関、および海外民間7社に移植された。マニュアルは中国やソビエトまで流布した。
1982年 モデロン概念（基本的な設計要素をプログラムで定義し、自律的に自己の諸元を決定できるユニット。後に流行するオブジェクト指向CADをも包含。）を提唱。
1983〜85年、TIPS-GS（GeometricSimulatorジオメトリック・シミュレータ）を国内民間24社、1研究団体と開発。
1984年、CAM-I Robotics Software Project議長。
1988年 生物型生産システム提唱。

## 来歴
- 1961年
  - 京都大学大学院工学研究科（機械工学専攻）博士課程修了
  - 京都大学工学部精密工学科助手
- 1963年 同 助教授
- 1967年 北海道大学工学部精密工学科助教授
- 1968年 同 教授
- 1987年 京都大学大学院工学研究科応用システム科学教室教授
- 1997年
  - 京都大学名誉教授、北海道大学名誉教授
  - 滋賀県立大学工学部機械システム工学科教授
- 2004年 滋賀県立大学名誉教授
- 2023年 死去。享年90[1]

## 主な受賞歴
- 1977年 精機学会大越記念賞、「自動設計プロセサーTIPS－1の開発」
- 1980年 工作機械技術振興財団賞論文賞、「Object Modelingにおける境界評価関数の研究」
- 1987年 精密工学会賞、「軸物形状部品のCAD/CAMインタフェースに関する研究」
- 1992年 精密工学会蓮沼記念賞、著書「自動設計の方法論」
- 2001年 日本機械学会　設計工学・システム部門業績賞
- 2012年 瑞宝中綬章[10]

## 主著
- 『生物型生産システム－集中から分散へ』（朝倉書店、1993年）
- 『自動設計の方法論』（養賢堂、1982年）
- 『コンピュータによる自動デザイン』（日刊工業新聞社、1967年）